# Villanovaforru
Villanovaforru (en sard, Biddanoa Forru) és un municipi sard, dins de la província de Sardenya del Sud. L'any 2007 tenia 2.960 habitants. Es troba a la regió de Marmilla. Limita amb els municipis de Collinas, Lunamatrona, Sanluri i Sardara.

## Administració
| Període | Identitat      | Partit        |
| ------- | -------------- | ------------- |
| 2005-   | Mariano Pistis | Llista cívica |

## Curiositats
El 17 de juliol de 1977, a l'església de Villanovaforru, per primer cop en la història recent de Sardenya, es va celebrar la missa en sard.